# Miturga thorelli
Miturga thorelli là một loài nhện trong họ Miturgidae.
Loài này thuộc chi Miturga. Miturga thorelli được Eugène Simon miêu tả năm 1909.